# The Collection Volume One
The Collection Volume One — сборник лучших треков группы Bone Thugs-N-Harmony записанных в период с 1993 по 1998 год. Диск выпущен 24 ноября 1998 года на Ruthless Records.

## Список композиций
1. «Foe tha Love of $» (при участии: Eazy-E, Shatasha Williams)
2. «1st of tha Month»
3. «Shoot 'Em Up»
4. «Days of Our Livez»
5. «Breakdown (Mo Thugs Remix)» (при участии: Mariah Carey)
6. «Notorious Thugs» (при участии: The Notorious B.I.G.)
7. «B.N.K.» (при участии: Eazy-E)
8. «War» (Battlecry Remix)
9. «Crossroad» (Original Mix)
10. «Body Rott»
11. «Thuggish Ruggish Bone» (при участии: Shatasha Williams)
12. «Fuck tha Police» (Remix)
13. «P.O.D.»
14. «If I Could Teach the World (DJ U-Neek's Remix)» (бонус трек)